# Lee Minho
Lee Minho (Heukseok-dong, Dongjak-gu, Seül, 22 de juny de 1987) és un actor, cantant i model sud-coreà. És ambaixador honorari per als "Jocs Olímpics d'Hivern 2018" a Pyeongchang. És ambaixador de "Visit Korea Year 2016-2018".
La seva família està composta per la seva mare, pare, i una germana gran. Com un nen petit, Min-ho esperava convertir-se en un jugador de futbol, però una lesió al 5è grau de l'escola primària va posar fi al seu somni. Min-ho, però, encara manté afinitat amb el futbol i ha declarat que Cristiano Ronaldo és el seu jugador favorit.
En el seu segon any de l'escola secundària, Min-ho va tornar a l'actuació. En el seu últim any a l'escola secundària s'havia unit a Starhaus entreteniment amb l'ajuda d'un conegut. Després de passar per la formació, Min-ho va començar a fer proves i va aconseguir petits papers en diverses sèries de televisió.
El 2006, la seva carrera com a actor va ser posat en suspens per un any a partir d'un greu accident automobilístic en què va resultar greument ferit. Amic de la infància i l'actor Jung Il-woo, també va resultar ferit en l'accident. El seu gran èxit va arribar en 2009 amb el paper principal de Gu juny-Pyo en Boys Over Flowers (KBS2). Min-ho s'especialitza en Cinema i Art a la Universitat de Konkuk. El 2011, va actuar en el drama d'èxit d'acció, City Hunter. La popularitat del drama a través d'Àsia també ha contribuït a la creixent popularitat de Lee a Àsia, sobretot a la Xina i el Japó. Va prendre el lloc número u a la Millor Estrella Hallyu en una revista japonesa dedicada als drames de Corea el juny de 2012. Gràcies a la Gran popularitat de Lee Min Ho en Boys Over Flowers, va aconseguir una gran quantitat de fans que es fan dir Minoz.

## Sèries
- When the Stars Gossip (2025)
- Pachinko (2022-)
- The King: Eternal Monarch (2020)
- Summer Love (2015)
- Line Romance (2014)
- The Heirs (SBS, 2013)
- Faith (SBS,2012)
- City Hunter (SBS, 2011)
- Personal Taste (MBC, 2010)
- Anycall Haptic Mission 2 (Reality 2009)
- Boys Before Flowers (KBS2, 2009)
- I'm Sam (KBS2, 2007)
- Meckerel Run (SBS, 2007)
- Secret Campus (EBS, 2006)
- Love Hymn (MBC,2005)
- Nonstop 5(MBC, 2004, invitado)
- The Lost Empire (KBS2, 2001)[1]

## Temes per a sèries
- Love Sick tema per The Heirs (2013)
- My Everything tema per Boys Before Flowers (2009)[1]

## Pel·lícules
- Bounty Hunters (2016)
- Gangnam Blues (2014)
- Our School E.T (2008)
- I Don't Know Too (2008)
- Public Enemy Returns (2008)
- Arang (2006)
- Ghost Lives (2004)
- Love (2000)
- Repechage (1997)[1]

## Videos Musicals
- Sandara Park - Kiss (2009)

## Reconeixements
| Any  | Premis |
| 2009 | - 2009 Broadcast Advertisment Festival: Premi Mejor Modelo Masculino de CF por la campaña publicitaria de Trugen. - 2009 KBS Drama Awards: Premi Actor Revelación por Boys Before Flowers. - 2009 KBS Drama Awards: Premi Mejor Pareja de drama junto a Koo Hye Sun por Boys Before Flowers. - 2009 14th Asian Television Awards: Nominado por Mejor Actuación al drama Boys Before Flowers. - 2009 The 45th Baeksang Arts Awards: Premi Actor Revelación por su actuación a Boys Before Flowers. |
| 2010 | - 2010 MBC Drama Awards: Premi a la Excelencia por Personal Taste. - 2010 Mnet 20's Choice Awards: Hot Actor. |
| 2011 | - 2011 Korea Drama Festival Awards: Premi Mejor Actor por City Hunter. - 2011 Korea Drama Festival Awards: Premi a la Estrella Hallyu por City Hunter. - 2011 SBS Drama Awards: Premi Superior a la Excelencia (City Hunter) - 2011 SBS Drama Awards: Premi al Actor mas Popular (City Hunter) - 2011 SBS Drama Awards: Premi Top 10 Estrellas (City Hunter) |
| ---- | --- |
| 2012 | - 2012 1st DramaFever Awards: Mejor Pareja con Kim Hee Sun (Faith) - 2012 1st DramaFever Awards: Mejor Actor (Faith) - 2012 SBS Drama Awards: Las 10 Mejores Estrellas (Faith) - 2012 SBS Drama Awards: Premi Superior a la Excelencia (Mini Serie) - Actor (Faith) |
| 2013 | - 2013 SBS Drama Awards: Premi a Mejor Actor en un drama especial (The Heirs) - 2013 SBS Drama Awards: Premi al Mejor Vestido (The Heirs) - 2013 SBS Drama Awards: Premi a la Mejor Pareja con Park Shin Hye (The Heirs) - 2013 SBS Drama Awards: Premi a las 10 Mejores Estrellas con Park Shin Hye i Kim Woo Bin (The Heirs) - 2013 Korean Updates Aawards: Mejor Actor (The Heirs) - 2013 Korean Updates Aawards: Pareja favorita con Park Shin Hye (The Heirs) - 2013 Korean Updates Aawards: Gran Awards-Daesang por Drama (The Heirs) - 2013 Baidu Music Awards: Mejor Actor d'Asia (The Heirs)                                                                                           |
| 2014 | - 2014 Singapore Entertainment Awards: Artista más Popular de la Televisión Coreana - 2014 5th Korean Popular Culture & Arts Award: Prime Minister Award |
| 2015 | 2015 PaekSang Arts Awards: Premi al Actor más Popular ("Gangnam Blues") 2015 51st Baeksang Arts Awards: Premi a la Estrella Hallyu/IQiyi más Popular 2015 Korea SNS Industry Grand Award: President Award of National Information Society Agency 2015 19th Bucheon International Fantastic Film Festival Awards: Premi al Productor a Elección (Gangnam Blues) 2015 10th Seoul Internacional Drama Awards: Top Hallyu 2015 10th Seoul Internacional Drama Awards: Actor més popular 2015 Gran Bell Awards/Daejeon Film Awards: Millor actor revelació. (Gangnam Blues) 2015 36th Blue Dragon Film Awards: Premi a la popularitat (Gangnam Blues) 2015 Korea Turism Awards: Estrella del turisme |